# Bundesarbeitgeberverband der Personaldienstleister
Der Bundesarbeitgeberverband der Personaldienstleister e. V. (BAP) war ein deutscher Arbeitgeberverband der Zeitarbeitsbranche, der im April 2011 aus den beiden Verbänden Arbeitgeberverband Mittelständischer Personaldienstleister (AMP) und Bundesverband Zeitarbeit Personal-Dienstleistungen (BZA) hervorgegangen war. Im Dezember 2023 fusionierte der Verband mit dem Interessenverband Deutscher Zeitarbeitsunternehmen (IGZ) zum Gesamtverband der Personaldienstleister.

## Struktur und Aufgaben
Der Verband war eine Interessenvertretung der Personaldienstleistungs- und Zeitarbeitsbranche in Deutschland. Zuletzt waren mehr als 1.800 Mitglieder mit über 4.800 Personaldienstleistungsbetrieben in Deutschland im BAP organisiert. Damit repräsentierte der Verband ca. 50 Prozent der Branche, bezogen auf Umsatz oder beschäftigte Zeitarbeitnehmer. Etwa 95 Prozent der Verbandsmitglieder waren kleine und mittelständische Firmen.
Der BAP betreute seine Mitglieder in juristischen Fragen und war als Lobbyist in der politischen Arbeit und Öffentlichkeitsarbeit aktiv.
Darüber hinaus verhandelte der Verband im Rahmen der Tarifpartnerschaft mit den Gewerkschaften des Deutschen Gewerkschaftsbundes regelmäßig die tariflichen Rahmenbedingungen der Beschäftigung in der Zeitarbeit.

## Organisation
Der BAP war ein eingetragener Verein mit dem Zweck, die Arbeits- und Wirtschaftsbedingungen im Bereich der Personaldienstleistungen zu fördern und die gemeinsamen Interessen der Mitglieder gegenüber Politik, Sozialpartnern, Wissenschaft und Öffentlichkeit zu vertreten.
Die wichtigsten Organe des BAP waren die Mitgliederversammlung, der Vorstand, das Präsidium, die Geschäftsstelle, die Ausschüsse, Arbeitskreise und -gruppen sowie die Tarifpolitik mit der Tarifkommission und der Tarifverhandlungskommission. Die Mitgliederversammlung fand jährlich statt und wählte den Präsidenten, das Präsidium sowie den Vorstand für eine Amtszeit von jeweils drei Jahren.
Letzter Präsident des BAP war neben acht Vizepräsidenten der Unternehmer Sebastian Lazay. Der Vorstand des Verbandes bestand aus den neun Mitgliedern des Präsidiums sowie neun weiteren Personen.
Die Hauptgeschäftsführung wurde auf Vorschlag des Präsidenten vom Vorstand berufen. Seit dem 1. April 2020 wr Florian Swyter Hauptgeschäftsführer des BAP.
In Deutschland war der BAP in der Bundesvereinigung der Deutschen Arbeitgeberverbände (BDA), im Bundesverband Großhandel, Außenhandel und Dienstleistungen (BGA) und im Bundesverband der Dienstleistungswirtschaft (BDWi) organisiert. Auf internationaler Ebene vertrat der BAP als einziger Branchenverband in Deutschland die Belange der Personaldienstleistungsunternehmen in der World Employment Confederation (WEC) sowie auf europäischer Ebene in der World Employment Confederation – Europe (WEC-Europe).